# Mackworth-Clock-Test
Der Mackworth-Clock-Test (auch Mackworth-Uhrentest) ist ein psychologischer Test, der verwendet wird, um die Aufmerksamkeit und Wachsamkeit (auch Vigilanz) von Personen zu überprüfen und zu schulen. Er wurde 1948 von Norman Mackworth für die Piloten der britischen Royal Air Force entwickelt. Die Beobachtung feindlicher Schiffe und U-Boote im Zweiten Weltkrieg sollte optimiert werden, da die Wachsamkeit der Piloten mit der Zeit nachließ.

## Der Test
Der Proband beobachtet einen Apparat, ähnlich einer Uhr, auf dem 24 weiße Punkte kreisförmig angeordnet sind. Ein schwarzer Punkt wandert die Mackworth Uhr entlang und lässt zeitweise einen der weißen Punkte aus. Die Aufgabe besteht darin, immer dann zu reagieren, wenn einer der Punkte übersprungen wird. Um eine Reaktion zu signalisieren, müssen die Teilnehmer einen Knopf drücken. Der Test, so wie Mackworth ihn angedacht hatte, dauerte damals 2 Stunden.

## Die Schwierigkeiten des Tests
Die Herausforderung des Clock-Tests liegt nicht in dem anfänglichen Aufspüren der Doppelsprünge, sondern an der langanhaltenden Belastung von Daueraufmerksamkeit, sowie Wachsamkeit. So kam N.H. Mackworth selbst zu dem Ergebnis, dass sich die Leistung der Piloten bereits nach 30 Minuten verschlechtert (um 10 bis 15 Prozent) und weitergehend abfällt. Die Fähigkeit der Probanden die Doppelschritte aufzuspüren, ließ ebenso nach wie die Reaktionszeit. Auch die in Anreiz gestellte Aussicht auf eine Belohnung konnte die Leistung nicht wieder erhöhen. Eine der Ursachen dafür stellt die mangelnde Informationsdichte solcher monotonen Aufgaben dar, bei der Menschen im Allgemeinen nachlässiger werden.

## Versionen des Clock-Tests
Der Mackworth-Clock-Test wird heutzutage noch in der Wachsamkeitsforschung eingesetzt. Es gibt ihn in zahlreichen Abwandlungen, so auch als rechnergestützten Test, über eine verkürzte Dauer und mit unterschiedlich vielen 'Uhrenpunkten'. Der Clock-Test kann online durchgeführt werden.